# 흐비데씨

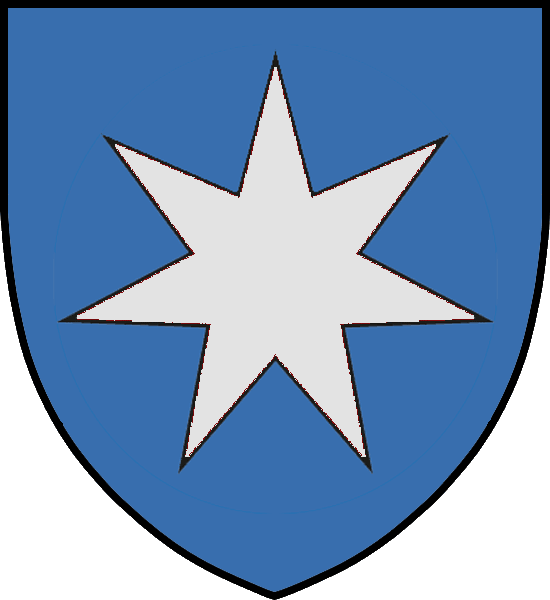

흐비데씨(덴마크어: Hvide-slægten)는 중세 데인인 씨족이며, 그 지파 중 하나가 근세에 이르러 귀족이 되었다. "흐비데"란 흰색이라는 뜻이며, 16세기 이전에까지는 성(surname)으로 쓰이지 않았다.